# فيصل بن حمود بن عبيد الرشيد
الأمير فيصل بن حمود الرشيد هو أحد أمراء أسرة آل رشيد، وتولى حكم الجوف في عهد شقيقه الأمير سلطان الرشيد ثامن حكام إمارة آل رشيد. كان أحد المشاركين في عملية اغتيال الأمير متعب بن عبد العزيز الرشيد سابع حكام الإمارة، جنباً إلى جنب مع أشقائه الأمير سلطان والأمير سعود تاسع حكام آل رشيد.